# 雫石プリンスホテル
雫石プリンスホテル（しずくいしプリンスホテル、英文：Shizukuishi Prince Hotel ）は、岩手県岩手郡雫石町高倉山（1,409m）周辺にある、雫石スキー場・雫石ゴルフ場に隣接したスキーリゾートホテルである。ホテルの近くに1993年に開催されたアルペンスキー世界選手権を記念してオーストリアチームより寄贈されたオーストリアハウス（ログハウス）があることでも知られている。

## 施設
- 客室
  - 室数266室・収容人員784人
- レストラン・宴会場
  - メインダイニングルームこぶし（ホワイトシーズン）
  - プリンスルーム・お食事処 ななかまど（ホワイトシーズン・グリーンシーズン）
- 温泉
  - 雫石高倉温泉（屋根付温泉露天風呂）
- オーストリアハウス
- 駐車場 150台
- 雫石スキー場（ロープウェイ101人乗 930m 1基・ゴンドラ6人乗 3,227m 1本・リフト5本）
  - 駐車場 3,000台（無料）
- 雫石ゴルフ場（36ホール）

## 沿革
- 1970年（昭和45年） - 6月23日、雫石の土地買収に着手。
- 1972年（昭和47年） - 雫石町でスキー場、ゴルフ場建設決定。
- 1974年（昭和49年） - 5月28日、高倉山スキー場起工式（雫石スキー場）
- 1980年（昭和55年） - 4月、雫石スキー場着工。
  - 12月27日、雫石スキー場開業（広告は、千昌夫）
- 1981年（昭和56年） - 12月、雫石スキー場「レストランダウンヒル」開業、駐車場1500台。クリスタルリフトA・B線、サンシャインリフトA・B線新設。
- 1982年（昭和57年） - 6月23日、東北新幹線（大宮～盛岡間）開業。
- 1984年（昭和59年） - 5月27日、雫石ゴルフ場開業（18ホール、から松コース）
  - 12月22日、雫石ゴンドラ開業（6人乗り、日本最長3531m）、山麓駅に「中国料理獅子」開業。
- 1985年（昭和60年） - 3月14日、上越・東北新幹線（大宮～上野間）開業。
  - 12月、雫石スキー場ダウンヒル第3Jバーリフト新設。
- 1986年（昭和61年） - 2月10日、盛岡冬季五輪招致委員会発足。
- 1988年（昭和63年） - 2月28日、皇太子明仁親王と浩宮徳仁親王が雫石スキー場へ来場。
  - 6月11日、イスタンブール総会で1993年アルペン選手権、盛岡雫石開催決定。
  - 7月、雫石ゴルフ場かえでコース増設（18ホール、計36ホール）
  - 12月、雫石スキー場ファミリーロマンスリフト新設。
- 1989年（平成元年） - 9月10日、雫石プリンスホテル起工式（竹中工務店）。雫石スキー場が盛岡雫石スキー場に改称。
  - 12月23日、雫石第2ゴンドラ竣工（6人乗り、3227m）、第2ゴンドラ山麓駅に「レストランシュプール」開業。
- 1990年（平成2年） - 5月10日、アルペンスキー世界選手権雫石大会組織委員会発足（会長堤義明）
  - 12月、雫石スキー場プリンスロマンスリフト、初級ロマンスリフト新設、スノーマシンを43基導入。
  - 12月31日、雫石プリンスホテル開業（266室[要出典]）
- 1991年（平成3年） - 6月20日、東北・上越新幹線（上野～東京間）開通。
  - 12月、雫石スキー場第1高速リフト（フード付4人乗り）新設、スノーマシン15基を増設し計58基。
- 1992年（平成4年） - 2月29日、'92FISアルペンスキー・ワールドカップ雫石大会開催、3月1日迄。
  - 雫石プリンスホテル、冬季営業から通年営業。
- 1993年（平成5年） - 2月3日、アルペンスキー世界選手権雫石大会開催。
  - 3月17日、雫石プリンスホテル、政府登録（H0799）
- 1995年（平成7年） - 12月、雫石スキー場連絡ロマンスリフト新設（ゴンドラ側とロープウエー側行き来がスムーズになる）
- 1997年（平成9年） - 2月18日、'97スノーボードWSFスノーボード・ワールドカップ盛岡・雫石大会開催（20日迄）
- 2002年（平成14年） - 7月、道の駅雫石あねっこ開業。
  - 12月1日、東北新幹線（盛岡～八戸間）開業。
- 2003年（平成15年） - 3月1日、全日本選手権アルペン女子スーパー大回転開催。
- 2006年（平成18年） - 6月、雫石プリンスホテル、施設改装（客室を減らし、洗濯室、マージャン室、カラオケルームなどを新設）
  - 12月、雫石スキー場「サンシャインリフト」が2人乗りリフトに架替リニューアル。
- 2008年（平成20年） - 3月30日、雫石第1ゴンドラ廃止（延長3,531mは国内3位・標高差849mは国内トップ）
- 2013年（平成25年） ‐ 2月、取水停止している井戸から組んだ水を使ったことが発覚。理由は現在使っている井戸の水量が減少したからだという。これを受けて当ホテル並びに、スキー場はしばらくの間営業停止をした[2]。

## アクセス
- 電車
  - 東京駅から東北新幹線（はやて）で盛岡まで約2時間20分、秋田新幹線（こまち）で雫石駅まで約2時間43分。
  - 盛岡駅からは直通バス、雫石駅からは予約制の送迎バス（冬期）
  - 秋田新幹線雫石駅からタクシーで15分。東北新幹線盛岡駅からタクシーで40分。
- 車
  - 東北自動車道盛岡インターチェンジから国道46号経由で約30分（20km）
- 飛行機
  - いわて花巻空港から東北自動車道経由で約1時間10分（59km）
    - エアポートライナーで約90分。